# Entelodon magnus
Genre
Espèce
Entelodon magnus est une espèce éteinte d'entélodontes, qui vivait en Europe à l'Oligocène. Ses proies principales étaient les chalicothères et les camélidés.

## Description
Entelodon magnus est le deuxième plus grand entélodonte. Il mesure près de 2 m au garrot, 3,5 m de long et pouvait peser jusqu'à 1 t. Il vivait en Asie, en Amérique du Nord et en Europe au cours de l'Oligocène. Sa grande taille lui permettait de se mesurer à un autre grand carnivore qui sévissait les terres : Hyaenodon. Ses grandes dents lui permettaient de broyer des os et d'en extraire la moelle ou d'avaler de gros morceaux de chair.

## Systématique
L'espèce a été décrite par Auguste Aymard, en 1842,. C'est l'espèce type pour le genre.